# OrtoLääkärit Open
L'OrtoLääkärit Open è un torneo professionistico di tennis giocato su campi in sintetico indoor. Fa parte dell'ITF Women's Circuit. Si gioca annualmente a Helsinki in Finlandia.

## Albo d'oro

### Singolare
| Anno | Campionessa    | Finalista                 | Punteggio |
| ---- | -------------- | ------------------------- | --------- |
| 2011 | Tímea Babos    | Jana Čepelová             | 6–3, 6–1  |
| 2012 | Amra Sadiković | Anna Karolína Schmiedlová | 6–4, 6–0  |

### Doppio
| Anno | Campionesse                      | Finaliste                         | Punteggio        |
| ---- | -------------------------------- | --------------------------------- | ---------------- |
| 2011 | Janette Husárová Emma Laine      | Tímea Babos Iryna Burjačok        | 5–7, 7–5, [11–9] |
| 2012 | Ljudmyla Kičenok Nadežda Kičenok | Iryna Burjačok Valerija Solov'ëva | 6–3, 6–3         |